# 渡邊秀一
渡邊秀一（1971年7月13日  - ），日本棒球選手，出生於茨城縣下館市（現：筑西市），曾經效力於日本職棒福岡軟體銀行鷹等隊伍，生涯通算27次勝投。